# Niigata Transys
Niigata Transys K.K. (jap. 新潟トランシス株式会社, Niigata Toranshisu Kabushiki kaisha) ist ein japanisches Unternehmen, das Schienenfahrzeuge und Schneepflüge herstellt.

## Geschichte
Niigata Transys entstand im Jahr 2003, nachdem das Vorgängerunternehmen K.K. Niigata Tekkōsho (株式会社新潟鐵工所) 2002 Konkurs anmelden musste. Der Mischkonzern IHI, der zeitgleich die Schienenfahrzeugsparte von Fuji Heavy Industries akquiriert hatte, übernahm das marode Unternehmen zu 70 % und gründete es als Niigata Transys neu. Die Belegschaft wurde vollständig in das neue Unternehmen übernommen. Am 1. September 2006 erwarb IHI die restlichen 30 % der Aktien.
Während das Unternehmenshauptquartier sich in Tokio befindet, wird in der Präfektur Niigata produziert. Folglich trägt das neue Unternehmen weiterhin den Namen des Produktionsstandorts.

## Hauptgeschäftsfeld
Niigata Transys ist auf die Herstellung von unterschiedlichen Schienenfahrzeugtypen spezialisiert. Zu den Produkten gehören:

### Straßenbahnfahrzeuge

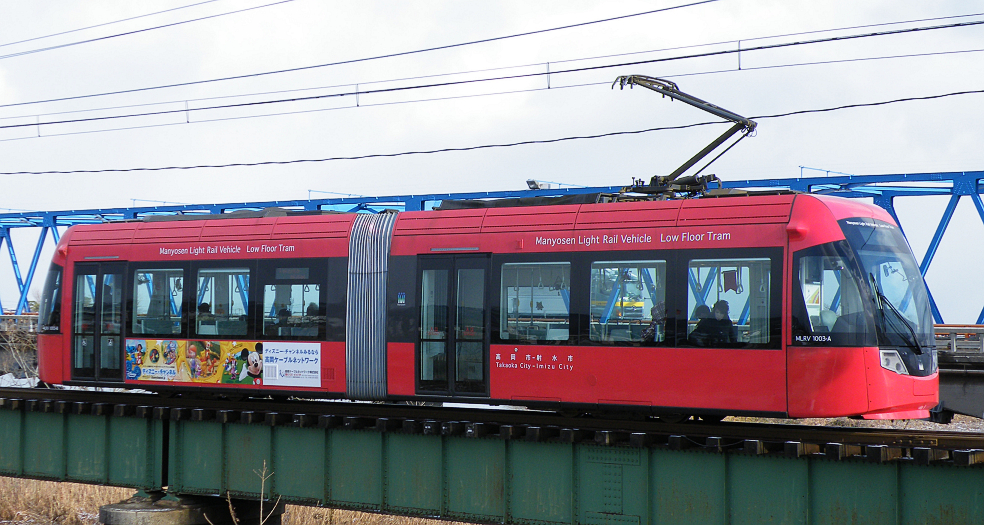
Niederflurgelenkstraßenbahn vom Typ MLRV1000

Niigata Transys produziert Straßenbahnfahrzeuge für den japanischen Markt. Die angebotenen Fahrzeuge wurden zunächst von Adtranz und später von Bombardier Transportation lizenziert. So wurden für die Städte Kumamoto, Okayama, Takaoka, Toyama, Fukui und Echizen Fahrzeuge des Typ GT4/6N/K produziert. Neuere Fahrzeuge sind ebenfalls auf Basis von Bombardier-Straßenbahnen entstanden und für den japanischen Markt modifiziert wurden. Die aktuelle Produktpalette im Bereich Straßenbahnfahrzeuge umfasst:
- MLRV1000, zweiteilige Niederflurgelenkstraßenbahn
- TLR0600, zweiteilige Niederflurgelenkstraßenbahn
- 0800, zweiteilige Niederflurgelenkstraßenbahn
- 9200 MOMO, zweiteilige Niederflurgelenkstraßenbahn
- Echizen L-Serie, zweiteilige Niederflurgelenkstraßenbahn
- FUKURAM F1000, dreiteilige Niederflurgelenkstraßenbahn

### Triebzüge

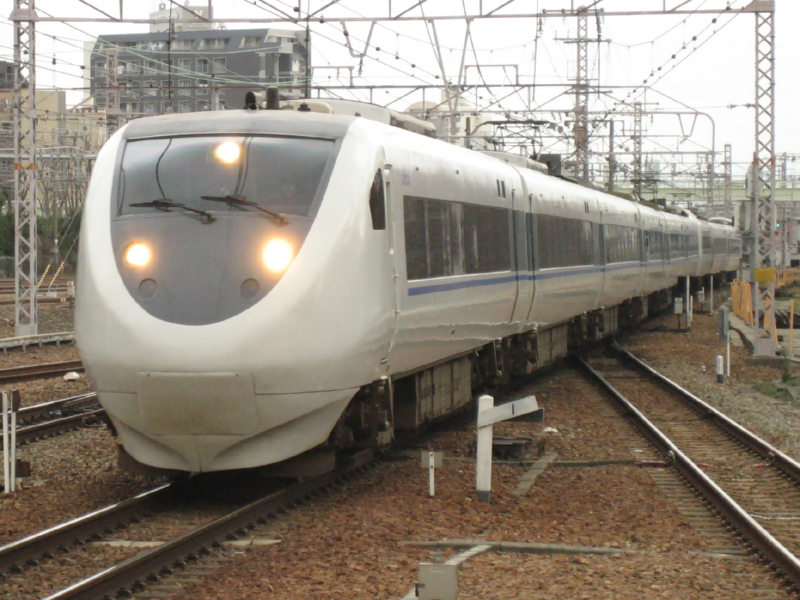
Baureihe 681 der JR West

Niigata Transys produziert für die japanischen Eisenbahngesellschaften dieselelektrische Triebzüge, darunter u. a. die Baureihen
- 85 (JR Central)
- 121 (JR West)
- 122 (JR West)
- 125 (JR Kyushu)
- 126 (JR West)
- 127 (JR West)
- 141 (JR West)
- 187 (JR West)
- 2400 (Kantō Tetsudō)
- E120 (JR East)
- E130 (JR East)
- TH2100 (Tenryu Hamanako Tetsudō)
- TH9200 (Tenryu Hamanako Tetsudō)
- AT500 (Aizu Tetsudō)
- HSOR 100 (Hisatsu Orenji Tetsudō)
- HSOR 150 (Hisatsu Orenji Tetsudō)

sowie elektrische Triebzüge der Baureihen
- 681 (JR West)
- 683 (JR West)
- HK100 (Hokuetsu Kyuko)

Darüber hinaus stellt Niigata Transys Schneepflüge und Peoplemover für Flughäfen her.